# 小精灵灰豆
《小精灵灰豆》（英语：Little Genius Hui Dou），由中国中央电视台和北京科学教育电影制片厂联合制作的26集电视动画系列片，改编自葛冰的童话《小精灵灰豆儿》。该片于1997年上半年制作完成，并于同年在中国中央电视台新闻·综合频道（CCTV-1）的动画城栏目中首次播出。
1998年6月，该片的《斜眼点歪睛》一集，与《小糊涂神》一同获得1997年度第四届全国电视节目“金童奖”（中国少儿电视节目政府奖）动画片类一等奖。

## 剧情简介
三千年前，孙悟空带领天兵天将抓走了无底洞里的所有妖精，唯独落下了夹在石头缝里的小妖精灰豆。几千年过去，灰豆从石头缝里爬出，意识到先辈做了很多坏事，决心脱胎换骨，当一个善良的好妖精。出洞后，他与猪八戒的尾巴——胖胖结为好友。他们历经挫折、磨难，做了很多好事。由于灰豆是妖精，常常被人误解，但他仍坚持不懈……

## 主要角色
灰豆儿、胖胖、大嘴怪